# Inferno (luogo DC Comics)
Inferno (o anche Gehenna, Ade, Hel, Jahannam, Sheol e Tartaro) è un luogo immaginario, un sottomondo infernale utilizzato nei fumetti pubblicati dalla DC Comics, ed è l'antitesi della Città d'Argento. In più il luogo DC noto come Inferno è basato sulla descrizione del luogo infernale presente nella mitologia giudaico-cristiana. A parte una breve comparsa in DC Special Series n. 8 (1977) da cui non ci si riferì più ad esso, il concetto Inferno nella DC Comics fu menzionato per la prima volta in Swamp Thing vol. 2 n. 27 (luglio 1984), descritto da Alan Moore, e fu mostrato per la prima volta in Swamp Thing Annual n. 2 (gennaio 1985), scritto da Alan Moore e raffigurato da Steve Bisette e John Totleben.
La gerarchia dell'Inferno, più specificatamente il triumvirato (Lucifero, Beelzebub e Azazel), fu descritta in The Sandman n. 4 (aprile 1989), e fu creata da Neil Gaiman e Sam Kieth; nella storia, Lucifero fu costretto ad accettare questo ruolo a causa della distruzione causato dall'attacco dell'Oscurità in Swamp Thing. Hellblazer avrebbe aggiunto nelle sue pagine Il Primo dei Caduti, che precedette Lucifero. In Who's Who in the DC Universe n. 11 (luglio 1991), l'entrata della "Gerarchia dell'Inferno" incluse tutti gli elementi della versione di Gaiman, e in più l'arci-nemico di John Constantine Nergal, Agonia ed Estasi (da Hellblazer n. 12), Asteroth, Abbandon il Distruttore, Morax e il demoniaco nemico di Superman Blaze, che con Satanus, divennero governatori dell'Inferno nella serie limitata del 2008-2009 Reign in Hell.

## Storia di pubblicazione
A causa della molteplicità di stampe ed acquisizioni sotto l'ala della DC Comics, ci furono numerose versioni di "Satana" e "Inferno".
Alla Quality Comics nel 1942, l'eroe noto come Midnight incontrò il Diavolo e la sua prepotente consorte dopo la sua morte. Alla Fawcett Comics nel 1942, Ibis l'Invincibile si confrontò con un'entità demoniaca che inesplicabilmente si autonominò "Satana". Dalla DC Comics, le pagine di Showcase n. 60 (gennaio 1966) mostrarono per la prima volta Azmodus, e Justice League of America n. 49 (novembre 1966) introdusse il demone Abbandon, che si impossessò di un contadino di nome Hiram Spiezel. Nella DC Comics, Lucifero debuttò in un sogno in Superman's Pal, Jimmy Olsen n. 65 (dicembre 1962), ed infine per davvero in DC Special Series n. 8 (1977). La sua ultima comparsa vide Lucifero all'Inferno con un gruppo di consiglieri formato da Guy Fawkes, Benedict Arnold, Adolf Hitler, Jack lo squartatore, Nerone e Barbablù, e controllava l'operato dell'umano Edward Dirkes. Jason Blood ebbe un incubo dell'Inferno in The Demon vol. 1 n. 14 di Jack Kirby (novembre 1973), o altrimenti il concetto stesso sarebbe stato assente oltre che presente nella retcon. Etrigan il Demone debuttò nel primo numero della sua serie, ma l'Inferno non fu menzionato in maniera concreta nelle storie di Demon fino a Swamp Thing vol. 2 n. 27, in cui Alan Moore fece la prima canonica affermazione che Etrigan era un cittadino dell'Inferno, riferendosi al personaggio come ad un "Demone Rimato", e facendolo parlare costantemente in rime, cosa che non fece durante la serie di Kirby. Molte storie presenti nei misteriosi titoli della DC Comics presentarono "Satana", e almeno uno, in Weird Mystery Tales n. 4, presentò Lucifero, ma queste storie potrebbero essere state o no presenti nella continuità. Satana comparve, insieme all'angelico Etrigan pre-caduta, in una delle quattro possibili origini dello Straniero Fantasma (tre di cui ispirate dalla mitologia cristiana, e una quarta fantascientifica) in Secret Origins vol. 3 n. 10 (gennaio 1987).
Staccato da DC Special Series n. 8, che fu ignorato nella continuità seguente, l'Inferno comparve per la prima volta in Swamp Thing vol. 2 Annual n. 2. Successivamente comparve nei n. 49 e n. 50, in cui ci fu una guerra nell'Inferno, ed Etrigan vi partecipò. Il fallimento dello Spettro nell'intervento del conflitto lo portò ad una riduzione dei suoi poteri come descritto in The Spectre vol. 2 n. 1 (aprile 1987). Mentre l'Inferno comparve in un numero di quella serie, non si videro mai altro che personaggi condannati lì e occasionali demoni che li torturavano, come nel n. 21. Successivamente, l'Inferno comparve in un numero di Blue Devil. In The Sandman n. 4 (aprile 1989), furono presentati i leader dell'Inferno, una trinità composta da Lucifero, un angelo on le sembianze di David Bowie; Beelzebub, un'enorme mosca; e Azazael, una creatura ombrata con molti occhi (Azazael comparve in precedenza come un Incubo nella storia di Madame Xanadu in Cancelled Comic Cavalcade n. 2 e The Unexpected n. 190 (marzo/aprile 1978)). Nell'aprile 1990, questa trinità (sebbene Beelzebub fu nominato Belial) comparve in Secret Origins n. 48, in cui furono descritte le origini mai narrate di Stanley and His Monster, in cui la trinità espulse un mostro sulla Terra perché era troppo carino, e poi scoperto da Stanley Dover, che lo chiamò Spot. Questa versione dell'Inferno continuò a comparire nei numeri di The Demon vol. 3, e in The Books of Magic.
Nel secondo annuale di Swamp Thing, si venne a sapere che l'Inferno ebbe inizio solo perché i demoni credevano di appartenervi. Durante la quarta storia di Sandman, Season of Mists, nei n. da 21 a 28 (gennaio-luglio 1991), Lucifero decise di abbandonare l'Inferno e costrinse tutti gli esseri lì presenti a fare altrettanto. Diede le chiavi al Sogno, che non le voleva, e fece sì che molti esseri divini come Odino, Bast e Shivering Jemmy, un Signore del Caos, tentassero di persuaderlo a dare loro quelle chiavi. Odino tentò di corromperlo con la dimensione crepuscolare del Ragnarǫk da The Last Days of the Justice Society of America Special, più che altro perché conteneva il nonno del suo successore, Hawkman (Carter Hall), e il suo protetto Wesley Dodds, ma anche questo tentativo fallì. Infine, Sogno diede l'Inferno agli angeli Remiele e Duma che, dato che fu negato loro il rientro alla Città d'Argento, ricostruirono l'Inferno come luogo di riabilitazione spirituale invece che di punizione. Questa versione dell'Inferno comparve nella serie limitata del 1993 Stanley and His Monster, nell'auto conclusivo dell'ottobre 1993 di Phantom Stranger sotto la pubblicazione della Vertigo di Alisa Kwitney e Guy Davis, nella serie del 1993/1994 Kid Eternity di Ann Nocenti e Sean Phillips, sempre sotto la pubblicazione della Vertigo, anche se Beelzebub prese una forma umana, e in Batman n. 544 (luglio 1997), in cui comparve anche Etrigan.
Hellblazer sotto Garth Ennis ebbe il suo Satana, e per evitare scontri con Sandman, in Hellblazer n. 59 fu chiamato Il Primo dei Caduti: il primo essere all'Inferno, precedendo la caduta di Lucifero e l'ascesa vana verso il Paradiso. Il Primo e altri due demoni governarono l'Inferno una volta che Lucifero abdicò, con i due angeli nominalmente in carica, e in un momento da quarta parete, Il Primo si lamentò a proposito di "questi maledetti infiniti triumvirati". John Constantine, per salvarsi, riuscì a fare uscire Il Primo e a metterlo sotto il controllo della succube Chantinelle, ma Il Primo riprese il potere poco dopo.
Il Maestro Baytor fu nominalmente il capo dell'Inferno per un breve periodo, ma passò il suo tempo vagando incoerentemente (Hitman n. 17).
Nella serie Lucifer, pubblicata dal 1999 al 2006, un umano fu messo a governare l'Inferno mentre il protagonista del titolo girava per la Terra e possedeva un piano-bar come descritto nella storia Le eumenidi presente in The Sandman dal n. 57 al n. 69 (febbraio 1994-luglio 1995).
La miniserie Human Defense Corps del 2003 descrisse l'attribuzione della Milizia degli Stati Uniti per le entità demoniache come "Specie Ostile NHH-014". Lo Human Defense Corps riuscì a sconfiggere un Signore dei Dannati minore di nome Scarmaglione, e il Sergente Montgomery Kelly ne assunse il potere e affermò che sarebbe stato il dominatore degli Stati Uniti d'America, status minore confermato da Neron, che fu poi il Primo a Sedere nell'Inferno
.
Superman fu brevemente il signore dell'Inferno in Superman n. 666 (ottobre 2007).
La serie limitata Reign in Hell del 2008/2009 creata da Keith Giffen e Tom Derenick introdusse un nuovo status quo per la versione dell'Inferno della DC Comics; diede anche specifiche referenze geografiche ai lettori, e definì un codice di regole che governavano i dannati. Due anni dopo Reign in Hell, la DC decise di rimuovere tutti i personaggi dell'Universo DC dall'impronta della Vertigo, anche se questa mantenne la propria versione di Constantine. Alcune voci confermano che Justice League Dark sarà l'unico fumetto di Constantine quando Peter Milligan lascerà Hellblazer, scritti entrambi da lui.

## Descrizione
Nell'Universo DC, l'Inferno è un piano della realtà alternativo, tradizionalmente accessibile solo a quelli di discendenza demoniaca, esseri di ordine più alto, e quelli alla cui anima fu vietato l'accesso alla Città d'Argento. L'Inferno DC Comics è un riflesso degradato della Terra, così che se la Terra avanza tecnologicamente, l'Inferno fa lo stesso. A causa di un effetto non diverso da una dilatazione temporale "un giorno all'Inferno è uguale ad un minuto passato sulla Terra". Tutti gli abitanti della regione Infernale della DC Comics sono in grado di utilizzare qualche forma di maleficio, e i più potenti utilizzatori di questa magia infernale sono i dominatori dell'Inferno, e i loro rinforzi Necro-magi, le Fucine, i Restituitori, gli Urlatori, e i Demoni Rimatori. Ogni edificio, ogni pezzo di arredo, armi, armature, vestiario, cibo, ecc. nell'Inferno proviene dai corpi dei dannati. I dannati vengono passati da un processo chiamato la resa dalla Gilda Exegis, al fine di ricavare i materiali primi dell'Inferno.

## Storia
Durante gli eventi di Final Night, il Demone Rimatore noto come Etrigan si offrì di portare tutte le persone vive della Terra all'Inferno così che potessero stare al caldo. Durante la storia "Il giorno del giudizio", con l'aiuto di Etrigan un angelo caduto di nome Asmodel prese controllo dello Spettro e cercò di distruggere Inferno e Paradiso. Utilizzò i poteri dello Spettro per estinguere la fonte del calore inferico, causando il congelamento dell'Inferno. Una squadra di eroi composta da Superman, Zatanna, Faust, Firestorm, Atomo, Enchantress e Deadman fu inviata nel profondo Inferno per riaccenderne il fuoco. La ri-accensione requisì un atto di pura malvagità, così Sebastian Faust prese la cosa nelle sue mani e tagliò la gola di Enchantress, soddisfacendo quindi le condizioni infernali. La storia terminò con una battaglia a tre tra Neron, Asmodel e Hal Jordan per il controllo sulla forza dello Spettro.

### Reign in Hell
Durante gli eventi i Reign in Hell, il sottomondo fu gettato in un conflitto massiccio da Neron e i suoi generali dovettero confrontarsi con una ribellione guidata da Lord Satanus e Lady Blaze, governanti del Purgatorio. Neron scoprì presto che i demoni ribelli stavano offrendo ai dannati la speranza, e che ciò era una spinta potente. Capendo cosa sarebbe accaduto se i dannati gli si fossero ribellati, Neron fece sì che sua moglie Lilith, la "madre di tutti i demoni nati sulla Terra", convocasse tutti i vampiri, i ghouls, i licantropi e gli esseri umani resi potenti all'Inferno.
Lobo, confinato nel labirinto, la prigione dell'Inferno, fu liberato a causa della titanica battaglia tra Etrigan il Demone e Blue Devil, una battaglia che vide la temporanea sconfitta di Etrigan per mano di Blue Devil.
Lord Satanus rivelò che utilizzò la guerra come mezzo per diffondere una versione virale modificata del DMN, la droga anagogica che una volta utilizzò per destabilizzare Metropolis e confondere Superman. Questa versione del DMN era a diffusione aerea e, quando si fosse combinato con la parola magica "SHAZAM!", avrebbe trasformato Neron e tutti i demoni dell'Inferno in umani senz'anima, tutti ad eccezione di Lilith che non era un vero demone. Satanus quindi decapitò Neron e divenne il nuovo dominatore dell'Inferno. I Dannati rivolsero la loro rabbia verso i demoni e diavoletti ora umani e senza poteri, massacrandoli in massa, e ri-dannandosi.
Lady Blaze scavalcò il fratello in un momento di debolezza di Satanus quando permise a Black Alice di toccarlo e gustare il suo potere; quest'azione infranse la psiche di Alice e permise a Lady Blaze di prosciugare Lord Satanus del suo potere e prendendo quindi il trono per sé. Alla fine della serie, il Principio Indicibile dell'Inferno fu rivelato da Dottor Occult: "Non puoi andartene quando ti pare", reiterando cosa si disse a proposito dell'Inferno nella versione di Gaiman.

## Geografia
Nella miniserie Reign in Hell il "Dominio Infernale" è diviso in nove province, ognuna delle quali ha un proprio governatore. Tutti i governatori sono sotto Neron, e le nove province includono Pandemonia, l'Odium, il Gabbiano, Praetori, Internecia, Ament, Labyrinth, Err e il Purgatorio. Qui di seguito vi sono le descrizioni delle Nove Province del Dominio Infernale come descritte nella miniserie Reign in Hell.
- Pandemonia -  La Prima Provincia, casa della casta più alta dell'Inferno e del trono, primo seggio del Dominus o della Domina.
- Odium - La Seconda Provincia, il centro industriale e manifatturiere. Casa delle fabbriche dei Restitutori.
- Gabbiano - La Terza Provincia, centro commerciale e mercantile.
- Praetori - La Quarta Provincia, vi sono i ministeri governativi ed amministrativi.
- Internecia - La Quinta Provincia, vi sono i ministeri militare e di rinforzo.
- Ament - La Sesta Provincia, casa del ministero di propaganda culturale.
- Labyrinth - La Settima Provincia, centro di detenzione giudiziaria e unica prigione dell'Inferno.
- Err - L'Ottava Provincia, casa del ministero di soppressione religiosa.
- Purgatorio - La Nona Provincia, luogo di dannazione secondaria, fu originariamente governata Blaze e Satanus. Chiunque poteva uscire dal Purgatorio ed entrare all'Inferno, ma non potevano più fare ritorno.
- Il Selvaggio - Il "Selvaggio" è l'etere infernale, un deserto dimensionale che circonda e separa le Province Infernali, e tutti i passaggi tra le Province devono passare attraverso il Selvaggio. La natura stessa del Selvaggio rigetta la magia.

## Ospiti Infernali
Secondo la miniserie Reign in Hell, Blaze, sorella di Satanus, è il nuovo capo dell'Inferno, e succedette a suo fratello che a sua volta salì al trono dopo Neron. La corrente principale dell'Inferno DC ebbe sempre un solo governante noto come il "Primo Trono del Dominio Infernale" e detiene il titolo di Dominus (maschio) o Domina (femmina), il primo di cui fu Neron, mentre la Domina corrente è Blaze, sorella di Satanus e figlia del Mago Shazam.
Il Primo Trono regna attraverso i suoi "modi caotici e volontà infernale", e sono chiamati "Signore (o Signora) degli Ospiti Infernali, primo trono dell'intero Dominio Infernale".

### Primo Trono
- Blaze - Ex regnante del Purgatorio, Domina corrente, Primo Trono del Dominio Infernale dell'Inferno, figlia del Mago Shazam.
- Satanus - Ex regnante del Purgatorio, ed ex Dominus, Primo Trono del Dominio Infernale dell'Inferno, figlio del Mago Shazam
- Neron - Noto come il Principe delle Menzogne. Ritornò misteriosamente dall'oscurità molti anni fa, e presto si stabilì come capo dell'Inferno. È un ex Dominus, Primo Trono del Dominio Infernale[17].

### Arcidemoni
- Abbandon - Guardiano e oracolo del cerchio più basso dell'Inferno[18].
- Asmodel - Angelo caduto, ex leader dei Bull-Host, un'élite ordinata per proteggere la Città d'Argento. Asmodel servì da Sorvegliante del Dominio di Neron, e comandò le armate del Dominio[19].
- Belial - Padre di Etrigan e Merlino. Belial fu l'Arcidemone della Sicurezza Infernale di Neron, e le sue spie mantennero sotto sorveglianza sia i Dannati che i Demoni[20].
- Lilith - Madre delle atrocità sulla Terra, prima moglie del progenitore Adamo della mitologia cristiana. Detiene il dominio su tutti gli umani con poteri di natura infernale, così come sui Succubi, gli Incubi, i Lilim, i Licantropi, i Ghouls e i Vampiri.
- Lobo - ex prigioniero in Labyrinth, ora serve il Primo Trono dell'Inferno[21].
- Myrddin - Myrddin è la versione moderna DC Comics di Merlino come introdotto nella maxiserie Le Prove di Shazam!. È figlio di Belial e di una donna umana, e fratellastro dei demoni Etrigan e Lord Scapegoat[22].
- Mordecai Smyt - Un genio tattico dalle Crociate che ora serve come uno dei generali di Satanus[23].
- Nebiros - Governante di una provincia infernale non nominata, nemesi di Blue Devil[24].
- Principe Ra-Man - Un potente mago che serve da Segretario di Stato di Satanus[25].
- Shamma - Un mutaforma protoplastico ora capo dell'intelligence di Satanus[23].
- Cosa-che-non-può-morire - Residente di una prigione chiamata "la Regione Oltre", che potrebbe essere una sezione della Prigione Labyrinth.
- Trigon - Arcidemone e dominatore di una Provincia Infernale non nominata[26].

### Demoni
- Arkannone - Il "Signore del Cannoneggiamento"[27]
- Asmodeo - Duca minore che si crede essere il figlio di una demonessa di nome Naamah e dello Straniero Fantasma[28].
- Bafometto - Un demone del VI secolo che confrontò Arak, Figlio del Tuono[29].
- Black Nergal - Il demone noto come Black Nergal combatté lo Spettro in More Fun Comics n. 67[30].
- Bloodklott - Un Rimatore molto malvagio considerato un alleato di Etrigan[31].
- Etrigan - Figlio di Belial e prominente Rimatore che tentò invano di salire al Trono dell'Inferno[32].
- Gilda Exegesis - La Gilda Exegesis controlla la fabbricazione nell'Odium; comanda i Restitutori, macchine in grado di trasmutare le anime dannate in materiale da costruzione, e i membri sono architetti Infernali, che utilizzano i mattoni e la malta ricavata in precedenza nei loro progetti[25].
- Fucine - Le Fucine sono costrutti robotici creati dalla Gilda Exegesis, è loro compito spurgare le anomalie dall'Inferno[33].
- Grokk, il Figlio del Diavolo - A causa del suo aspetto così unico, Grokk sembra essere correlato al demone Etrigan. È un nemico degli Dial H for Hero[34][35][36].
- Urlatori - Gli Urlatori sono alcuni degli Ospiti Infernali, e sono descritti come Licantropi, così compaiono come Licantropi infernali[33]. Furono anche menzionati nel Libro dell'Eternità di Merlino e si sa che lavorarono per Morgana le Fey.
- Incendiari - Sono costrutti viventi di fuoco inferico utilizzati nelle armate di Satanus[33].
- Lord Scapegoat - Fratello maggiore di Etrigan e talvolta suo alleato[37].
- Morax - La Bestia-Toro di Stygia, talvolta alleato di Etrigan[38].
- Necro-Magi - Parte degli Ospiti Infernali, i Necro-Magi agli ordini di Neron erano incaricati di monitorare tutta l'attività magica del Dominio[33].
- Rhavenj - Ravenji è un demone di vendetta violaceo somigliante ad un minotauro da Action Comics n. 569[39].
- Rimatori - Alcuni Ospiti Infernali, i Rimatori come Etrigan sono costretti a parlare in rima.
- Scabbies - Secondo Yellow Pery, gli Scabbies sono Angeli catturati e torturati dai demoni. Divennero cannibali, nutrendosi sia di dannati che di demoni.
- Shanthan - Shanthan l'Eterno è un demone gigante che combatté contro lo Spettro in Showcase n. 61[40].
- Xolotl - Demone guardiano del "Portale Mictlan", servo di Lord Mictlantecuhtli, dio Azteco della morte[41].

### Dannati conosciuti
- Baal - Un dio semitico della fertilità e della tempesta confinato in un tempio nascosto in un angolo non nominato dell'Inferno[42][43].
- Buzz - Buzz nacque come Gaius Marcus, un patrizio romano del 41 a.C., e fu una frequente nemesi dell'angelo caduto Linda Danvers[44]
- Chthon - Uno dei figli mostruosi di Echidna, guardiano dei "Pilastri dell'Irragionevolezza"[45].
- Deamon - Un Incubo che assalì Supergirl[46].
- Echidna - Madre dei Mostri, a cui Power Girl promise di ritornare una volta all'anno per istruzione[47].
- Demoni Tre - Abnegazar, Rath e Ghast sono i tre proto-demoni che predarono l'umanità, e sono ancora bambini di Lilith[48].
- Mawzir - Il cecchino nazista con dieci armi da fuoco dell'Inferno[49].

### Demoni minori
- Barbariccia - Una guardia astrale infernale[7].
- Baytor - Un alleato del demone Etrigan[50]. Fuggito dall'Inferno divenne barista del Noonan's Bar, a Gotham City.
- Calcabrina - Un demone dal caln Scarmaglione che fu catturato dalla Human Defense Corps[51].
- Scarmaglione - Un Signore minore della miniserie Human Defense Corps[52].
- Sergente Montgomery Kelly - Membro della Huma Defense Corps, uccise il demone minore Scarmaglione e ne prese il posto[53][54].
- Spot ("Thpot") - Anche noto come il Mostro di Stanley, divenne amico dell'umano Stanly Dover[55][56].

### Mezzi Demoni
- Black Alice - Una giovane donna la cui i poteri derivanti dall'inferno le permettono di rubare l'energia magica.
- Blue Devil - Ex stuntman del cinema diventato un eroe.
- Creeper - Un eroe in qualche modo connesso ad uno dei dannati.
- Felix Faust - Uno stregone dannato.
- Linda Danvers - Un angelo caduto convocata all'Inferno da Lilith.
- Lord Satanis - uno stregone senza nome da un futuro lontano che vendette la sua anima a Neron per un po' di potere nella Britannia del XIV secolo[57].
- Raven - Figlia dell'Arcidemone Trigon.
- Sabbac - Un umano maledetto in grado di ottenere i poteri demoniaci attraverso l'uso di una parola di potere (come per Capitan Marvel).
- Sebastian Faust - Figlio di Felix Faust e anche lui dannato.
- Mago Bianco - Un potente stregone umano in grado di prendere un aspetto demoniaco dopo aver venduto la sua anima ad uno scagnozzo dell'Inferno.
- Witchfire - Una strega.

## Artefatti dell'Inferno
- Asso di Winchesters - Una potente arma forgiata dai demoni in grado di uccidere ogni essere mortale o immortale[58][59].
- Corona di Spine - Un potente artefatto magico presumibilmente indossato da alcuni regnanti dell'Inferno[60].
- Tridente di Lucifero - Un'arma potente con l'abilità di far ritornare i demoni esiliati all'Inferno, al momento in possesso di Blue Devil[61].

## Altre versioni
Secondo la serie Artemis: Requiem di William Messner-Loeb ed Ed Benesm che non ha luogo nel canone del flusso principale dell'Universo DC, ci sono 13 troni principali all'Inferno, ognuno selezionato per sorvegliare altrettanti reami dell'Inferno. Si presunse quindi che questi Demoni Principi devono rispondere infine alla corona dell'Inferno. In queste storie, la demonessa Belyllioth è Principessa di 1/13 dei reami dell'Inferno. Si pensa che abbia preso il posto del governante precedente, Dalkriig-Hath una volta che questo fu distrutto dalla sua sposa, Artemide. Artemide fu per diritto la prossima nella linea di successione per governare il reame del defunto marito, ma invece gli altri 12 Principi dell'Inferno misero Belyllioth al suo posto. Da notare in questa descrizione vi furono anche i Mirmidoni, una razza di demoni simili alle formiche leali a Belyllioth.

## Vertigo

### Descrizione
Anche la Vertigo ha una sua versione dell'Inferno, con la sua specifica sovranità infernale comandata in origine da Lucifer Morningstar.

### Storia
Contrariamente alle credenze popolari, il termine Satana rappresentava una carica nelle legioni dell'Inferno e non era un nome. Il Satana più noto fu Lucifer Morningstar le cui regole soppiantarono quelle del Primo dei Caduti e del Primo Triumvirato. Sempre contrariamente alle credenze popolari, Lucifer fu il quarto angelo caduto e non il primo capo dell'Inferno, anche se poi ne divenne il signore supremo per molti secoli. Quando la grande Oscurità della creazione minacciò l'esistenza, all'Inferno eruttò una guerra civile e il reame fu diviso in un triumvirato. Infine, Lucifer si annoiò della sua posizione e si ritirò sulla Terra con sua moglie, la Lilim nota come Mazikeen.

### Geografia
Le regioni dell'Inferno della Vertigo Comics sono definite come flusso principale dell'universo dopo la miniserie Reign in Hell, ma aree specifiche furono menzionate in numerosi fumetti.
- Dite - Una città infernale, casa del palazzo di Lucifer Morningstar[65].
- Effrul - La casa provincia di Lord Arux, un Arci Duca dell'Inferno.
- Mashkan-Shapir - La città casa dell'Arci Duca Nergal[66].

### Sovranità Infernale
La gerarchia dell'Inferno presente nella Vertigo Comics cambiò numerose volte nel corso dei secoli, il leader di cui assunse sempre il titolo di Satana. Infine, Lucifer abbandonò l'Inferno, diede le chiavi al Sogno, e infine, due angeli, Remiele e Duma trasformarono l'inferno in un luogo di riabilitazione. Nel frattempo, Lucifer fu mostrato come regnante dell'Inferno nei fumetti The Demon, The Spectre e Stanley and His Monster dell'Universo DC.

#### Triumvirato dell'Inferno
- Il Primo dei Caduti - Il primo ad essere creato e il primo ad essere bandito nell'Inferno[67].
- Il Secondo dei Caduti - Il secondo ad essere creato e il secondo ad essere bandito nell'Inferno[68].
- Il Terzo dei Caduti - Il terzo ad essere creato e il terzo ad essere bandito nell'Inferno[69].
- Lucifero - Il quarto ad essere creato e il quarto ad essere bandito nell'Inferno[70].
- Azazel - Un ex djinn che ascese al triumvirato di Lucifero[71].
- Beelzebub - Un prominente Arci Duca che fu successivamente promosso nel Triumvirato al fianco di Lucifero ed Azazel[72][73].

#### Arci Duchi dell'Inferno
- Adramalech - Alleato di Tim Hunter[74].
- Arux - Governatore di Effrul, padre di Brosag, e di Lady Lys che lo succedette[75][76].
- Mazikeen - La Lilim consorte di Lucifero[77][78].
- Nergal - Governatore della città di Mashkan-Shapir, Arci Duca di Mendacity, retrocesso dal Primo dei Caduti[79].

#### Duchi dell'Inferno
- Agares - Un Duca minore dell'Inferno, e possibile servitore futuro di Tim Hunter[74].

#### Piccola nobiltà
- Braid - Braid l'assassino fu inviato da Remiele ed Arux ad uccidere Lucifer[80].
- Cerbero - Guardiano dell'Ade e dell'Inferno.
- Caronte - Traghettatore del Fiume Stige.

### Noti mezzi demoni
- John Constantine - Un esorcista dilettante, ingannatore, ladro e mago minore.

### Artefatti Infernali
- Coltello del Caduto - Il coltello bilama creato dal Primo dei Caduti dai corpi del Secondo e Terzo dei Caduti[81].